# Monastier di Treviso
Monastier di Treviso este o comună din provincia Treviso, regiunea Veneto, Italia, cu o populație de 4206 locuitori (31 decembrie 2013) și o suprafață de 25,26 km². Localitatea se află la 15 km est de Treviso  pe râul Meolo și se învecinează cu Provincia Veneția. Centrul administrativ este situat în zona Fornaci.

## Transport
Prin oraș trece Autostrada A4 de la Torino la Trieste.

## Demografie
Monastier di Treviso - evoluția demografică

|  | Graficele sunt indisponibile din cauza unor probleme tehnice. Mai multe informații se găsesc la Phabricator și la wiki-ul MediaWiki. |

Date: Recensăminte sau birourile de statistică - grafică realizată de Wikipedia